# Cezary Kwieciński
Cezary Kwieciński (ur. 31 marca 1966) – polski aktor filmowy, teatralny i dubbingowy.

## Teatr
- 1988–1990: Teatr Dramatyczny m.st. Warszawy

## Filmografia
- 2018–2019: Wiking Tappi – kupiec Pasibrzuch (głos, odc. 1)
- 2016–2020: Rodzina Treflików – Mały Wujcio (głos)
- 2011: 1920 Bitwa warszawska – gwary
- 2003–2017: Baśnie i bajki polskie – różne role (głos)
- 1999: Czternaście bajek z Królestwa Lailonii Leszka Kołakowskiego – Elegant (głos, odc. 9)
- 1997: Klan – Witek
- 1977: Wielka podróż Bolka i Lolka – Mbu-Bu (głos)

## Polski dubbing

### Filmy
- 2021: Kosmiczny mecz: Nowa era – Taz
- 2015: Żółwik Sammy i spółka – Filip
- 2011: Gwiezdne wojny: część VI – Powrót Jedi
- 2010: Safari 3D
- 2010: Megamocny
- 2010: Biała i Strzała podbijają kosmos
- 2010: Shrek Forever
- 2010: Scooby Doo: Abrakadabra-Doo – Marlon Whirlen
- 2010: Pieskie życie – tata Calvina
- 2010: Karate Kid – komentator turnieju kung-fu
- 2010: Jak wytresować smoka
- 2010: Alicja w Krainie Czarów
- 2010: Nasza niania jest agentem
- 2009: Księżniczka i żaba
- 2009: Góra Czarownic
- 2009: Odlot – pielęgniarz AJ
- 2009: Koralina i tajemnicze drzwi
- 2009: Hotel dla psów
- 2008: Dzielny Despero – Boldo
- 2008: Potwory i piraci – Pablo
- 2008: Cziłała z Beverly Hills
- 2008: Scooby Doo i król goblinów – goblin Glob
- 2008: Garfield: Festyn humoru – Leonard
- 2008: Małpy w kosmosie – kosmici
- 2008: Speed Racer
- 2008: Kung Fu Panda
- 2008: WALL·E
- 2008: Opowieści z Narnii: Książę Kaspian
- 2008: Mroczne przygody Klanu na drzewie – Numer 60
- 2007: Król Maciuś Pierwszy – Oskar
- 2007: Koń wodny: Legenda głębin
- 2006: Skok przez płot
- 2006: Wpuszczony w kanał – jeden z pomocników Deja By
- 2006: Po rozum do mrówek – Stan Beals
- 2006: Sezon na misia
- 2006: Auta –
  - Ziutek,
  - Norbi
- 2006: Nowa szkoła króla – Guaca
- 2006: Dżungla – Eze
- 2005: Rodzina Addamsów: Zjazd rodzinny – Pugsley Addams
- 2005: Batman kontra Drakula
- 2005: Madagaskar
- 2005: Kurczak Mały
- 2005: Dzielny pies Rusty – Żółw Jet
- 2005: Aloha, Scooby Doo – Mały Jim
- 2004: Yu-Gi-Oh! Ostateczne starcie – Tristan
- 2004: Skoś trawnik tato, a dostaniesz deser
- 2003: El Cid – legenda o mężnym rycerzu – Al-Quadir
- 2003: Old School: Niezaliczona
- 2002: Dzika rodzinka
- 2001: Spirited Away: W krainie bogów
- 2001: Maluchy spod ciemnej gwiazdki – Wendell
- 2001: Pokémon: Film pierwszy – Zemsta Mewtwo – Fergus
- 2000: Tweety – wielka podróż – Jastrząbek
- 2000: Jetsonowie spotykają Flintstonów
- 2000: Judy Jetson i Rockersi
- 2000: Mała Syrenka 2: Powrót do morza – Florek
- 2000: Titan – Nowa Ziemia – Gune
- 1999: Tajemnica IZBY – Justus
- 1999–2004: Rocket Power – Twister
- 1999: Muppety z kosmosu
- 1999: Yabba Dabba Do! – Bamm-Bamm
- 1997: Rozgadana farma
- 1997: Babar zwycięzca
- 1996: Goofy na wakacjach – strażnik
- 1995: Hook
- 1995: Zwariowane melodie –
  - Klaun Jester z tyłówki (niektóre kolorowe kreskówki z lat 1934–1935),
  - Bertie (Arysto-kot)
  - Ralph Philips (Dziecięce marzenia),
  - Chłopek-Roztropek (Chłopek-Roztropek znowu w siodle, Znokautuj mnie, Wierzcie lub nie),
  - Jastrząbek Henry (Jastrząbek szuka czegoś na ząbek),
  - komentator (mucha) (Parada kwiatów),
  - Jąkający się ptak (Kocham jazzować),
  - Mysz w windzie (Gdy kot śpi, myszy harcują),
  - Papuga Patryk (Zostanę marynarzem),
  - tłum myśliwych (Kaczor Daffy i Chłopek-Roztropek),
  - Kot Johnny (Kocia muzyka),
  - głos z książki (Swingujące książki),
  - Widz (Szaleństwo na lodzie),
  - jeden z więźniów (Skazani na kratki i pasiaki),
  - Myśliwy (Kopnięty w marchewę),
  - mysz sprawdzająca zdobycze Smarkasia (Little Brother Rat),
  - kurczak (Brzydkie żółwiątko),
  - harcmistrz (Poznaj przyrodę Ameryki),
  - bocian (Współczesny cyrk),
  - chory motyl (Awiacja rekreacja),
  - niegrzeczny chłopiec z dydaktycznej bajeczki (Baśniowe bujdy),
  - Syn orła (Mój ulubiony kaczor),
  - Bertie (Arysto-kot),
  - Pchła (W samą porę),
  - Hiawatha (Co tam pichcisz doktorku?),
  - Wilk polujący na barany (Miłość do baraniny),
  - wykluty kaczor (Pisklak w opałach),
  - Kot (Kupidynek kretynek),
  - Świstak Świstak (Awantura o świstaka),
  - Słoń Bobo (Bobo – Słonik obieżyświat),
  - Dziecko (Wielkanocne pacianki),
  - wykluty kurczak (Feralna niańka),
  - Billy (Lekcja ekonomii),
  - Buziuchna Finster (Baby Buggy Bunny),
  - kot Junior (Koci podrzutek),
  - Wentworth (Pieniądze żoneczki),
  - siostrzeniec wilka (Farbowany królik)

### Seriale
- 2020: Zwariowane melodie: Kreskówki –
  - Diabeł Tasmański (Taz) (odc. 11, 14a, 23c, 29c, 35b),
  - Duch (odc. 19a),
  - Łasica (odc. 24a),
  - Psy (odc. 25a),
  - Mysz (odc. 26b)
- 2015: Dragon Ball Super – reżyser #2
- 2015: Między nami, misiami – Panda
- 2014: Tajemnicze Złote Miasta – Sancho
- 2011: My Little Pony: Przyjaźń to magia – Spot
- 2011: Scooby Doo i Brygada Detektywów – Tata Kudłatego
- 2011: Gormiti –
  - Orrore (odc. 5),
  - Pająk Okrutny (odc. 6),
  - Działopień (odc. 10)
- 2011: Księżycowy miś
- 2011: Liceum Avalon
- 2011: Akwalans
- 2010: Mania
- 2008–2009: Garfield i przyjaciele –
  - Floyd,
  - Klaun Binky,
  - lis (odc. 3b),
  - robak (odc. 13b),
  - prezenter telewizyjny (odc. 17c),
  - kwiaciarz (odc. 18a),
  - sufler w studiu telewizyjnym (odc. 19c),
  - komentator golfa (odc. 25c),
  - kot oszust (odc. 22a),
  - Elmwood (odc. 26a)
  - sprzedawca (odc. 28c),
  - właściciel hotelu „Wakacje od domu” (odc. 34c),
  - gryf (odc. 35b)
- 2008: Szopy pracze – Bert Raccoon
- 2008: Hrabia Kaczula (druga wersja dubbingowa) – Rufus
- 2008: Kotopies (druga wersja dubbingowa) – Marud
- 2007: Zajączkowo
- 2007–2010: ICarly – różne głosy:
  - Aktor z Filmu (odc. 1),
  - Simon (odc. 1),
  - Policjant Carl (odc. 2),
  - Artur Grendstein (odc. 4),
  - Strażak 1 (odc. 5),
  - Chuck – dostawca jedzenia (odc. 6),
  - Syn Właścicielki (odc. 7),
  - Głos Randy’ego Jackson (odc. 8),
  - Elektryk (odc. 10),
  - Agent Bezpieczeństwa Komputerowego (odc. 12),
  - Pracownik Braxley (odc. 18),
  - Nauczyciel (odc. 19),
  - Sprzedawca DVD (odc. 20),
  - Dostawca Mięsa (odc. 21),
  - Sędzia turnieju Szermierskiego (odc. 22),
  - Aktor grający Ziba (odc. 23),
  - Scenarzysta TVS (odc. 23),
  - Fachowiec naprawiający windę (odc. 26),
  - Sekretariasz (odc. 28),
  - Młot (odc. 29),
  - Policjant FBI (odc. 42),
  - Recepcjonista Motelu (odc. 46),
  - Trener Shelby Marx (odc. 49-50),
  - Nug Nug (odc. 52),
- 2007: Chowder
- 2007: Ben 10: Tajemnica Omnitrixa –
  - Gluto,
  - Kulopłot,
  - Upchuck
- 2007: Fineasz i Ferb – Bamber
- 2007: Miejskie szkodniki –
  - Biffy (odc. 6, 24),
  - Nero (odc. 26)
- 2007: Pokémon: Wymiar walki –
  - Jedno z dzieci (odc. 2),
  - Jedno z dzieci (odc. 3),
  - Jedno z dzieci (odc. 4),
  - Alan (odc. 6)
- 2007: Heathcliff i Marmaduke –
  - Iggy,
  - Mechaniczny kot
- 2006: Pokémon: Diament i Perła –
  - Giovanni,
  - Prezes Poketch Company (odc. 10),
  - jeden z górników (odc. 15),
  - Sprzedawca Magikarpi (odc. 21),
  - Pan Contesta (odc. 26, 48),
  - Komentator (odc. 40),
  - jeden z pomocników Łowczyni J (niektóre sceny odc. 45),
  - Trener Koffinga (odc. 49),
  - Trener Zangoose’a (odc. 50)
- 2006: H2O – wystarczy kropla –
  - Nate,
  - Eddie (odc. 3. Połów dnia),
  - Ochroniarz (odc. 8. Sprawa Denman)
- 2006: Wymiennicy
- 2006: Kudłaty i Scooby Doo na tropie –
  - Agent 2 – Glutor,
  - Brusik (odc. 9)
- 2006: Team Galaxy – kosmiczne przygody galaktycznej drużyny –
  - Johnny Gwiezdny Pył (odc. 15),
  - Gitka (odc. 27),
  - Pan 6025-A46 (odc. 33),
  - Omni (odc. 50-52),
  - różne głosy
- 2006: Kapitan Flamingo –
  - Otto,
  - Sanjay
- 2006: Galactik Football – Thran
- 2006–2007: Kacze opowieści (druga wersja dubbingowa) –
  - Kaczuch,
  - Gazeciarz (odc. 59),
  - Kapitan Mąciwoda (odc. 17),
  - Zbuk (mały aktor) (odc. 11)
- 2006: Karmelowy obóz – John Karmel
- 2005–2008: Johnny Test –
  - Dryblas,
  - Kot Kłębuszek,
  - mama Bling-Bling Boya
- 2005–2008: Ben 10 –
  - Jamie – kolega z klasy Bena (odc. 1),
  - jeden z załogi Vilgaxa (odc. 1),
  - Pomnik Kappa (odc. 32),
  - Kolega Todda (odc. 35),
  - JT (odc. 36, 47),
  - Benmumia,
  - Kulopłot (niektóre odcinki IV serii),
  - Upchuck (IV seria),
  - Zębal (IV seria),
  - Mały Inferno (odc. 42),
  - jeden z piratów drogowych (odc. 44),
  - Jeżozwierz (odc. 45),
  - Gała (odc. 49)
- 2005–2007: A.T.O.M. Alpha Teens On Machines –
  - Spydah,
  - Stingfly (oprócz odc. (odc. 30-32)),
  - naukowiec#1 (odc. 2),
  - dostawca pizzy#1 (odc. 8),
  - Boogey (odc. 9, 17),
  - Optical (odc. 12, 17),
  - Bonez (odc. 20),
  - Terence Yao (odc. 21),
  - listonosz (odc. 34),
  - strażnik w więzieniu#1 (odc. 34),
  - jeden z więźniów (odc. 34),
  - jeden z braci Lioness (odc. 40),
  - Tilian (odc. 43-44, 46-48, 51),
  - Rayza (jedna kwestia – błąd dubbingu, odc. 48),
  - Frank (odc. 49),
  - mistrz Ji (odc. 50)
- 2005–2007: Podwójne życie Jagody Lee – Batut (epizod)
- 2005: Mój partner z sali gimnastycznej jest małpą –
  - Dicky Myszoskoczek (I seria),
  - Finiasz
- 2005: Strażackie opowieści – Spec
- 2005: Czerwony traktorek
- 2005: Magiczny duet – lektor
- 2005: Garbi: super bryka – Miguel
- 2005: Harcerz Lazlo – Samson
- 2005: Karol. Człowiek, który został papieżem
- 2005: Ufolągi – Gumpers
- 2005: Transformerzy: Cybertron – Jolt
- 2005: Titeuf – Titeuf
- 2004–2007: Danny Phantom – Duch pudeł
- 2004: Power Rangers: Dino Grzmot – Cam
- 2004: Tutenstein – Tut
- 2004: Atomowa Betty – Infantor
- 2004: Super Robot Monkey Team Hyperforce Go! –
  - Lord Tic-Tac,
  - Mandaryn (IV seria)
- 2004: Transformerzy: Wojna o Energon –
  - Cyclonus / Snow Cat,
  - Carlos
- 2003–2007: Kod Lyoko – Hervé Pichon
- 2003–2005: Martin Tajemniczy – Billy
- 2003–2005: Młodzi Tytani –
  - Plazmus (odc. 1),
  - Kapitan (odc. 8),
  - Mechanik (odc. 17),
  - Larry (odc. 24),
  - Kontrolnik (odc. 40),
  - Adonis (odc. 48),
  - Billy Numerek (odc. 48),
  - Mamut (odc. 49)
- 2003–2004: Zakręceni gliniarze – Król Charles
- 2003: Power Rangers Ninja Storm
- 2003: Wojownicze Żółwie Ninja –
  - Leonardo,
  - Graviżółw (odc. 71, 75),
  - Alternatywny Leonardo (odc. 73)
- 2003: Xiaolin – pojedynek mistrzów – Jermaine
- 2003–2007: Ach, ten Andy! – Simon Le Knotte
- 2003–2004: Megas XLR – Knup
- 2002–2008: Kryptonim: Klan na drzewie –
  - Czarek (sezon III),
  - Numer 60,
  - Ojciec Kuki,
  - Pan Mongo,
  - Jack kelner,
  - Dr McFuj,
  - Numer 35,
  - Numer 74.239,
  - Ernest,
  - Numer 42,
  - Numer 977,
  - Toaletor (odc. 12a),
  - Chester (odc. 17b),
  - Żywe Wąsy (odc. 18a),
  - Lodziarz #1 (odc. 19b),
  - Majciochy (odc. 22b),
  - Tęma 4 (odc. 45b),
  - Przewodniczący Jimmy (odc. 49),
  - Wilson Woodrow (odc. 54, 70a),
  - Numer 13 (odc. 65),
  - Trevor (odc. 67a),
  - Kiblopysk (odc. 67b),
  - Siedzi w Kącie (odc. 70b),
  - Dyżurny z Patrolu dyżurnych #1 (odc. 73b),
  - Ezechiel (odc. 75b)
- 2002–2007: Naruto –
  - Zori,
  - Kankurō,
  - Kiba Inuzuka (odc. 23),
  - Chōji Akimichi (od odc. 31),
  - Gamakichi (odc. 79),
  - Yashamaru (odc. 80),
  - Kabuto Yakushi (odc. 81),
  - Aoba Yamashiro (odc. 83),
  - Dan,
  - Idate Morino
- 2002–2005: Looney Tunes: Maluchy w pieluchach – Taz
- 2002–2007: Mroczne przygody Billy’ego i Mandy – jeden z Tyłkozadopoliczkowców (odc. 42a)
- 2002: Nowy Scooby Doo –
  - partner Jacka Canna (odc. 18),
  - Henry Glopp (odc. 19),
  - komentator (odc. 20),
  - Mark (odc. 21)
- 2002–2005: Dzieciaki z klasy 402 – Vinnie Nasta
- 2001–2004: Samuraj Jack
- 2001–2003: Gadżet i Gadżetinis – Digit
- 2001: Przygody Olivera Twista – Czaruś Bela
- 2001: Huckleberry Finn
- 2001–2002: W 80 marzeń dookoła świata
- 2001: Pinokio – Świerszczyk
- 2000–2003: X-Men: Ewolucja –
- 2000: Superświnka – Milton Massen
- 2000: Księżniczka Tenko
- 2000: Incredible Hulk
- 1999–2000: Nowe przygody rodziny Addamsów – Pugsley Addams
- 1999: Ren i Stimpy – Ren Höek
- 1999–2004: Laboratorium Dextera – Mandark (od odc. 27)
- 1999: Iron Man: Obrońca dobra –
  - Dum Dum Dugan (odc. 16-17),
  - jeden z opryszków (odc. 20),
  - Żuk (odc. 21),
  - Nieuchwytna zjawa (odc. 21)
- 1999: Trzy małe duszki – kot Tigo
- 1998–1999: Łebski Harry
- 1998–1999: Inspektor Gadżet
- 1998–2004: Atomówki –
  - Mały Arturo Gangreniak,
  - Fred (odc. 7a),
  - policjant (odc. 11b),
  - Bat (odc. 12),
  - sklepikarz (odc. 12),
  - bandzior #2 (odc. 14a),
  - naukowiec (odc. 16b),
  - sportowiec (odc. 18a),
  - Bibbo (odc. 21b),
  - Patryk (odc. 22a),
  - Mitch Mitchelson (odc. 25b),
  - facet eksmitujący rodzinę Harry’ego (odc. 53a),
  - facet zamawiający taksówkę (odc. 53a),
  - jubiler (odc. 65b),
  - Jimmy (odc. 69b)
- 1998: Co za kreskówka!
- 1998: Teknoman – Willy
- 1998–1999: Krowa i Kurczak – różne role
- 1998: Figle z Flintstonami – Bamm-Bamm
- 1998: Odlotowe wyścigi
- 1998–1999: Prawdziwe przygody Jonny’ego Questa – Jonny Quest
- 1998: Richie Rich – Reginald „Reggie” Van Dough Junior
- 1998–1999: Jetsonowie (druga wersja dubbingowa)
- 1998–1999: Flintstonowie (trzecia wersja dubbingowa)
- 1998: Eerie, Indiana – Krecha X
- 1998–1999: Spider-Man (druga wersja dubbingowa) –
  - chłopak chcący autograf Spider-Mana (odc. 22),
  - Silvermane jako dziecko (odc. 25),
  - chłopak na deskorolce (odc. 26),
  - pracownik psychiatryka #2 (odc. 27),
  - Wong (odc. 28),
  - członek Centrum Ponownego Odrodzenia (odc. 28),
  - pracownik Daily Bugle (odc. 35),
  - Randy Robertson (odc. 36, 42),
  - młody Joseph „Robbie” Robertson (odc. 36),
  - ochroniarz w komisie samochodowym (odc. 36),
  - Iron Man / Tony Stark (odc. 37-39),
  - właściciel strzelnicy w lunaparku (odc. 39),
  - właściciel lombardu (odc. 40),
  - Ned Leeds (odc. 42),
  - Burch (odc. 42),
  - strażnik więzienny spisujący listę więźniów (odc. 42),
  - snajper (odc. 42),
  - młody John Hardesky (odc. 43, 62),
  - Hobbie Brown/Prowler (odc. 52),
  - jeden z pasażerów na promie (odc. 59),
  - jeden z uczestników ślubu (odc. 60)
- 1998: Piotruś Pan i piraci – Bliźniak #2
- 1998: Kleszcz – Czerwony Śledź (epizod)
- 1998–1999: Eskadra Orła – Mickey Dugan
- 1998: Kucyki i przyjaciele
- 1998: Świat według Ludwiczka – Glenn Glenn
- 1997, 2008: Hej Arnold! (obie wersje dubbingowe) – Gerard
- 1997: Freakazoid! –
  - Duncan Douglas,
  - Bart (odc. 2a),
  - Toby Danger (odc. 2b),
  - człowiek, który utknął w kanalizacji (odc. 3b),
  - Grubas (odc. 9b),
  - sprzedawca w sklepie (odc. 10a),
  - jeden ze wspinaczkowiczów (odc. 10b),
  - naukowiec (odc. 10b, 18),
  - jeden ze scenarzystów Freakazoidaǃ (odc. 11a),
  - chłopak wybierający skład do drużyny #2 (odc. 11b),
  - Eliot (odc. 11b),
  - pterodaktyl Mózgowca (odc. 17)
- 1997: Spider-Man (pierwsza wersja dubbingowa) – młody Peter Parker (odc. 17)
- 1996: Maska – det. Doyle (odc. 11, 15)
- 1995–1996: Powrót do przyszłości
- 1995: Rodzina Addamsów
- 1994–1997 Przygody Animków –
  - Maks Montana,
  - tata Pedra (odc. 50),
  - Wanilia Budyń (odc. 63)
- 1994–1995: Babar –
  - Babar w dzieciństwie,
  - słoń reżyser (odc. 10)
- 1991–1992: Ulisses 31 – Telemach
- 1991: Denver, ostatni dinozaur – Wally
- 1979: Ja, Klaudiusz – Gemellus (odc. 9)

### Gry
- 2013: Ratchet & Clank: Nexus – Komandor 1-1-8
- 2013: Sly Cooper: Złodzieje w czasie – szeryf Toothpick
- 2012: Orcs Must Die! – mag bitewny
- 2011: Wiedźmin 2: Zabójcy królów –
  - Sheldon Skaggs,
  - Vicek Borowik,
  - Dragan
- 2009: Dragon Age: Początek
- 2008: Mass Effect
- 2007: Wiedźmin –
  - grabarz,
  - postacie poboczne
- 2006: Auta – Norbi
- 2000: Hugo. Tropikalna wyspa – Fernando
- 2000: Hype: The Time Quest – Rajoth

### Filmy i seriale zeScooby Doo–Scrappy Doo
- 2000: Scooby Doo: Szkoła upiorów
- 2000: Scooby-Doo i oporny wilkołak
- 2000: Scooby Doo i bracia Boo
- 1998: Scooby i Scrappy Doo (druga wersja dubbingowa)

## Dialogi polskie
- 2001–2004: Medabots